# Lakkamanahalli, Chikmagalur
Lakkamanahalli là một làng thuộc tehsil Chikmagalur, huyện Chikmagalur, bang Karnataka, Ấn Độ.